# Sifraneurus strigifer
Sifraneurus strigifer är en stekelart som beskrevs av Christer Hansson och Lasalle 2003. Sifraneurus strigifer ingår i släktet Sifraneurus och familjen finglanssteklar. Inga underarter finns listade i Catalogue of Life.